# اسنسم پارک (تگزاس)
اسنسم پارک، تگزاس (به انگلیسی: Sansom Park, Texas) یک شهر در ایالات متحده آمریکا با جمعیت ۴٬۶۸۶ نفر است که در تگزاس واقع شده‌است.